# Vassili Vladimirovitch Dolgorouki
Pour les articles homonymes, voir Dolgorouki.
Ne doit pas être confondu avec Vassili Dolgorouki.
Vassili Vladimirovitch Dolgorouki (en russe : Василий Владимирович Долгоруков) (janvier 1667-Saint-Pétersbourg, 11 février 1746), est un homme politique et feld-maréchal russe.

## Biographie
Pierre Ier le Grand l'envoie à diverses reprises en missions en Pologne, dans les villes hanséatiques, aux Pays-Bas, en France et en Allemagne. 
Compromis en 1718 dans la conspiration d'Alexis, il est exilé à Solikamsk et ne rentre en grâce que sous Catherine Ire. Il est alors nommé feld-maréchal (1728).
Membre du haut conseil de l'empire, il parvient en 1738 à échapper à la proscription de sa famille.